# ニュージャージー (BB-16)
| Uss new jersey bb-16 |                                                                |
| 艦歴                 |                                                                |
| 発注:                |                                                                |
| 起工:                | 1902年4月2日                                                   |
| 進水:                | 1904年11月10日                                                 |
| 就役:                | 1906年5月11日                                                  |
| 退役:                | 1920年8月6日                                                   |
| その後:              | 1923年9月5日に沈没                                             |
| 性能諸元             |                                                                |
| 排水量:              | 14,948 トン                                                    |
| 全長:                | 441 ft 3 in                                                    |
| 全幅:                | 76 ft 3 in                                                     |
| 吃水:                | 23 ft 9 in                                                     |
| 機関:                |                                                                |
| 最大速:              | 19ノット                                                       |
| 航続距離:            |                                                                |
| 兵員:                | 士官、兵員812名                                                |
| 兵装:                | 12インチ砲4門 8インチ砲8門 6インチ砲12門 22インチ魚雷発射管4門 |
| 航空機:              |                                                                |
| モットー:            |                                                                |

ニュージャージー（USS New Jersey, BB-16）は、アメリカ海軍の戦艦。バージニア級戦艦の4番艦。艦名はニュージャージー州に因む。

## 艦歴
ニュージャージーは1902年4月2日にマサチューセッツ州クインシーのフォアリバー造船所で起工し、1904年11月10日にウィリアム・B・ケニー夫人（ニュージャージー州知事フランクリン・マーフィーの娘）によって命名、進水、1906年5月12日に初代艦長ウィリアム・W・キンボール大佐の指揮下就役した。